# 루테인
루테인(lutein)은 잔토필의 하나로서, 현재까지 알려진 600개의 자연 발생 카로티노이드 가운데 하나이다. 루테인은 식물, 기타 잔토필에서만 합성되며 시금치, 케일, 노란당근 등의 잎채소에서 대량으로 발견된다. yellow를 의미하는 라틴어 luteus에서 명칭이 유래되었다.

## 인간의 눈에 대한 역할
루테인은 3차원 시야를 책임지는 망막의 조그마한 부위인 황반에 농축되어 있는 것으로 알려져 있다. 자연농축설은 루테인이 산화 스트레스 및 청색광의 고에너지 광자로부터 안전할 수 있게 도와준다는 설이다. 다양한 연구에 따르면 루테인 섭취와 안구의 안료 간에 직접적인 관계가 있다.

## 음식 속 루테인
주황색, 노란색 과일과 잎이 많은 녹색채소를 통해 자연스럽게 루테인을 섭취할 수 있다. 2013-2014년 전미보건영양조사(NHANES)에 따르면, 미국의 성인들은 하루에 1.7mg의 루테인과 지아잔틴을 섭취한 것으로 나타났다. 현재 루테인에 대한 영양권장량은 존재하지 않는다. 하루에 6-10mg을 섭취했을 때 일부 긍정적인 건강 효과가 나타났다. 과다하게 섭취할 시 부작용으로 카로틴피부증(carotenodermia)이 나타난다.
식품 첨가제인 루테인의 식품 첨가물 코드 번호는 E161b이며 아프리칸메리골드(천수국, African marigold)에서 추출된다. EU와 호주, 뉴질랜드에서 루테인의 사용이 승인되었다. 미국에서는 사람이 소비하는 음식의 착색료로 루테인을 사용하지 않지만, 동물의 사료에는 첨가할 수 있다. 닭에게 루테인을 공급하면 피부와 달걀색이 난황색이 된다.
어떤 음식에는 비교적 많은 양의 루테인이 들어있다.

## 권장량
식약처에서는 하루 최대 섭취량을 20mg으로 규정하고 있는데, 외국에서는 일주일에 30mg을 넘게 섭취하지 말 것을 권고했다. 루테인에 포함된 카로티노이드 성분을 장기간 고용량 복용할 경우 폐암 발병 위험이 높아질 수 있다는 연구 결과가 있다.

## 같이 보기
- 항산화물질